# ウドゥンバリカ経
『ウドゥンバリカ経』（巴: Udumbarika-sutta, ウドゥンバリカ・スッタ）とは、パーリ仏典経蔵長部の第25経。『ウドゥンバリカー獅子吼経』（うどぅんばりかーししくきょう）、『優曇婆邏師子吼経』（うどんばらししくきょう、巴: Udumbarikā-sīhanāda-sutta, ウドゥンバリカー・シーハナーダ・スッタ）とも。
類似の伝統漢訳経典としては、『長阿含経』（大正蔵1）の第8経「散陀那経」、『尼拘陀梵志経』（大正蔵11）、『中阿含経』（大正蔵26）の第104経「優曇婆邏経」がある。
経名は、舞台となる場所ウドゥンバリカー林に経中に因む。「師子吼」（ししく、巴: sīhanāda, シーハナーダ）とは、「釈迦の説法」の比喩。

## 構成

### 登場人物
- 釈迦
- サンダーナ（散陀那） --- 釈迦の後援者である資産家の在家信者
- ニグローダ（尼拘陀） --- 遊行者の一人

### 場面設定
釈迦がラージャガハ（王舎城）のギッジャクータ山（霊鷲山）に滞在している時、遊行者ニグローダは3000人の遊行者と共にウドゥンバリカー林に滞在し、声を張り上げて雑談していた。
そんな彼らの元に、釈迦の後援者でもある資産家サンダーナが訪れ、互いに批判し合う形になった。それを天耳通で聞いていた釈迦が、空中移動して現れ、ニグローダと対話することになった。
釈迦はニグローダに、四戒（五戒の最初4つ）、五蓋、四無量心などを説きつつ、邪道の苦行から、仏道へ入ることを薦めるが、ニグローダ等は黙りこくってそれに応じず、釈迦はそれを批判しながら去っていく。

## 日本語訳
- 『南伝大蔵経・経蔵・長部経典3』（第8巻） 大蔵出版
- 『パーリ仏典 長部（ディーガニカーヤ） パーティカ篇I』 片山一良訳 大蔵出版
- 『原始仏典 長部経典3』 中村元監修 春秋社